# رأب الأذن

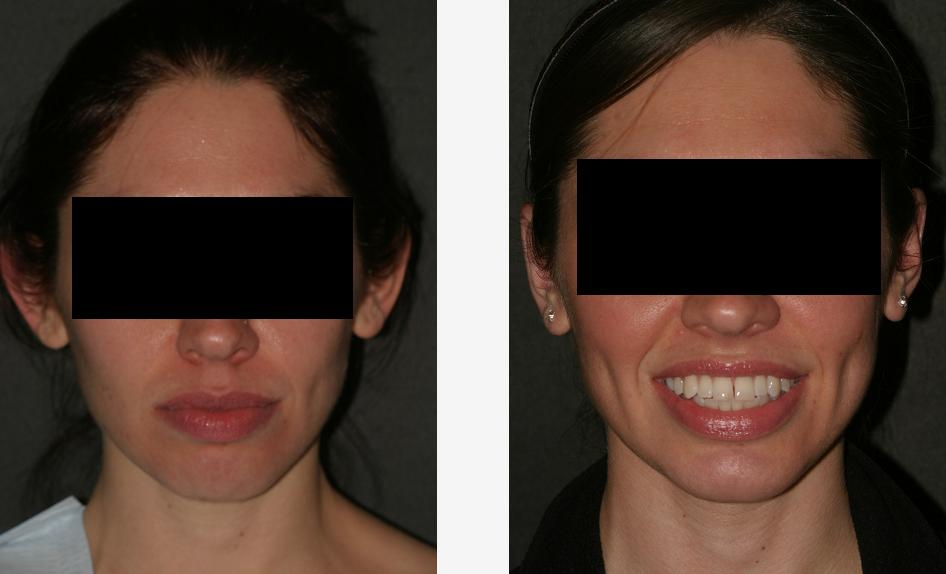
دكتور بلاسيك جراحة تجميل الأذن شيكاغو أرلينجتون هايتس إلينوي

يشير رأب الأذن إلى الإجراءات الجراحية وغير الجراحية المستخدمة لتصحيح تشوهات وعيوب الصيوان (الأذن الخارجية)، وتصنيع الأذن الخارجية عند وجود عيوب أو تشوهات فيها أو عند غيابها في الحالات الخلقية (مثل صغر صيوان الأذن وانعدام الأذن وغيرها) أو في الإصابات (الكليلة أو النافذة أو الانفجارية). يُصحح جراح رأب الأذن العيب أو التشوه عن طريق تصنيع أذن خارجية ذات أبعاد طبيعية ومحيط ومظهر طبيعي، ويُحقق ذلك بإعادة تشكيل الإطار الغضروفي الداعم (الهيكل الغضروفي) للصيوان وتحريكه وتكبيره. تتداخل تشوهات الأذن الخلقية أحيانًا مع حالات طبية أخرى (مثل متلازمة تريتشر كولينز وتقزّم الوجه الشقّي).

## التاريخ

### العصور القديمة
طُور رأب الأذن (جراحة الأذن) في الهند القديمة في القرن الخامس قبل الميلاد من قبل طبيب الأيورفيدا ساسروتا (نحو 800 قبل الميلاد)، الذي وصفه في الخلاصة الطبية ساسروتا سامهيتا (خلاصة ساسروتا، نحو 500 ميلادي). في زمنه، طوّر الطبيب ساسروتا وطلابه في الطب تقنيات وإجراءات رأب الأذن وغيرها من تقنيات الجراحة التجميلية لتصحيح وإصلاح وتصنيع الأذنين والأنف والشفتين والأعضاء التناسلية التي بُترت في سياق عقوبات جنائية ودينية وعسكرية. مورست المعارف الطبية الهندية القديمة وتقنيات الجراحة التجميلية الواردة في ساسروتا سامهيتا في جميع أنحاء آسيا حتى أواخر القرن الثامن عشر. وردت ممارسة عملية تجميل الأنف في عدد أكتوبر 1794 من مجلة ذا جينتلمانز ماغازين البريطانية المعاصرة بشكل مماثل لما ذكره كتاب ساسروتا سامهيتا. واشتُقت الممارسات المعاصرة لرأب الأذن بعد قرنين من الزمن من التقنيات والإجراءات التي طورها وأنشأها ساسروتا في العصور القديمة.

### القرن التاسع عشر
في دي أوبيراتيف تشيرارجي (الجراحة التنفيذية، 1845)، قدم يوهان فريدريش ديفنباخ (1794-1847) أول نهج جراحي لتصحيح الأذنين البارزتين - وهو إجراء مركب لرأب الأذن تضمن الاستئصال البسيط (القطع) للغضروف الزائد الإشكالي من الثلم الخلفي (الأخدود الخلفي) للأذن يليه تثبيت الصيوان المُصحَح بالغُرز إلى سمحاق الخشاء، وهو الغشاء الذي يغطي ناتئ الخشاء في الجانب السفلي من القسم الخشائي للعظم الصدغي في الجزء الخلفي من الرأس.

### القرنين العشرين والحادي والعشرين
حاول هارولد غيليز (1882-1960) في 1920 تصنيع الصيوان لأول مرة عن طريق طمر هيكل للأذن الخارجية، مصنوع من غضروف ضلعي ذاتي، تحت جلد منطقة الخشاء في الرأس لتصنيع الصيوان؛ فصل بعد ذلك بينها وبين جلد منطقة الخشاء بسديلة عنقية. حاول الدكتور غيليز أيضًا في 1937 تصنيع أذن مماثلة عند الأطفال من خلال تشكيل هيكل للصيوان مُصنّع من غضروف الأم. أثبتت هذه التقنية أنها غير ملائمة بسبب المشاكل الناتجة عن التفكيك الكيميائي الحيوي وارتشاف أنسجة الغضروف من قبل جسم المريض.
أعاد رادفورد سي تانزر (1921-2004) في 1964 التأكيد على استخدام الغضروف الذاتي باعتباره أكثر المواد العضوية موثوقية لترميم صغر صيوان الأذن (أذن صغيرة بشكل غير طبيعي) وذلك بسبب قابليته الكبيرة للبقاء النسيجي ومقاومة الانكماش ومقاومة التلين وانخفاض معدل الارتشاف الذي يتعرض له.
أدى تطوير إجراءات الجراحة التجميلية، مثل تحسين تقنيات جراحة الأذن من قبل يوهان فريدريش ديفنباخ، إلى وضع أكثر من 170 إجراء لتصحيح الأذنين البارزتين وتصحيح عيوب وتشوهات الصيوان. تُوزع إجراءات رأب الأذن في ثلاث مجموعات تقنية جراحية:
- المجموعة الأولى - التقنيات التي تحافظ على سلامة هيكل غضروف الأذن، وتعدل المسافة والزاوية بين الصيوان والرأس،[5] باستخدام الغرز فقط، من الأمثلة على هذه التقنيات الغرز الدائمة في تقنية مستردي وغرزة ميرك ورأب الأذن على طريقة فريتش دون شق لإنشاء طية حلزونية:[6]
  - تقنية مستردي: طريقة مفتوحة، يُكشف بواسطتها الغضروف خلف الأذن بشكل واسع ويُستأصل جزء من الجلد وتوضع غرز فراش (خياطة تنجيدية).[7][8][9][10]
  - طريقة غرزة ميرك: طريقة طفيفة التوغل، لا تُشق الأذن فيها ويُترك الغضروف سليمًا تمامًا. تُدخل الغرز التنجيدية في الأذن من خلال 2 إلى 3 شقوق طعنيّة صغيرة على الجزء الخلفي من الأذن.
  - رأب الأذن على طريقة فريتش دون شق: مزيج من التقنية طفيفة التوغل وتقنية ستينستروم، إذ تُجرى شقوق سطحية على الغضروف الموجود في الجزء الأمامي من الأذن.
- المجموعة الثانية - التقنيات التي تستأصل الغضروف الزائد من هيكل الصيوان، ما يجعله مرنًا وقابلًا لإعادة التشكيل والتثبيت على الرأس عند مسافة وزاوية مماثلة للأذن الطبيعية؛ من الإجراءات المشابهة تقنيتا كونفيرس وتشونغتشيت-ستينستروم ومن خلالهما يُشق الغضروف لتحقيق التصحيح الأمامي للأذنين البارزتين.[11][12]
- المجموعة الثالثة - التقنيات التي تجمع استئصال أجزاء الغضروف من هيكل الصيوان، من أجل تقليل درجة البروز والمسافة بين الأذن الخارجية والرأس.[13]

## التشريح الجراحي للأذن الخارجية

### الصيوان
تُعد الأذن الخارجية (الصيوان) منطقة صعبة جراحيًا من الناحية التشريحية، إذ تتكون من هيكل دقيق ومعقد من الغضروف يٌغطى سطحه المرئي بجلد رقيق ملتصق بإحكام ولا يحمل شعرًا. التشريح السطحي للأذن الخارجية معقد رغم صغر المساحة ويتكون من الصيوان (الأذن) والصماخ السمعي الخارجي (القناة السمعية). يتكون الهيكل الخارجي للصيوان من حافة الحلزون، الذي ينشأ من الأمام ومن الأسفل (أماميًا وسفليًا)، من ساق (قصبة) تمتد أفقيًا فوق القناة السمعية. يندمج الحلزون في الأسفل (سفليًا) بذيل الحلزون ويتصل بالفصيص (شحمة الأذن). المنطقة بين السيقان (القصبات) من وترة الأذن هي الحفرة المثلثة (انخفاض)، ويقع المِصباب (انخفاض متطاول) بين الحلزون ووترة الأذن. يحد وترة الأذن في الوسط (إنسيًّا) عند حافة المحارة (الصدفة) المحارة الحقيقية، التي تتكون من زورقة المحارة في الأعلى (عُلويًّا) وجوف المحارة في الأسفل (سفليًّا)، ويقسمها ساق الحلزون، وتلتقي بوترة الأذن عند الحافة الوترية الأذنية. يفصل الشق البيني بين الزنمة (فصيص القناة السمعية) ووتدة الأذن (الفصيص النظير)؛ لا يحتوي فصيص القناة السمعية على غضروف، وله أشكال مورفولوجية متنوعة ويتصل بالخد وفروة الرأس المجاورة.

### التروية الدموية والتعصيب
تحافظ الشرايين الأذنية الخلفية والصدغية السطحية على إمداد الأذن الخارجية بالدم. يتضمن التعصيب الحسي الفروع الأمامية والخلفية للعصب الأذني الكبير، ويُعزز بالأعصاب الصدغية الأذنية والأعصاب القذاليّة الصغيرة. يُعصّب الفرع الأذني للعصب المبهم جزءًا من الجدار الخلفي للقناة السمعية الخارجية.

### التطبيق العملي لرأب الأذن
يجب أن يكون هيكل الصيوان المُصنع أكثر صلابة من الهيكل الغضروفي الطبيعي للأذن للمحافظة على حجم وتناسب وشكل طبيعي. إذا كان هيكل الصيوان المٌصنع رقيقًا من الناحية الهيكلية مثل الهيكل الغضروفي الطبيعي، سيتآكل هذا الشكل التشريحي المشابه للأذن الطبيعية بشكل تدريجي بسبب ضغط الغطاء الجلدي الضيق في المنطقة الصدغية للرأس وضغط الانقباض التدريجي للندبة (الندبات) الجراحية.